# Горшково (Нижньогородська область)
Горшково (рос. Горшково) — присілок в Княгининському районі Нижньогородської області Російської Федерації.
Населення становить 263 особи. Входить до складу муніципального утворення місто Княгинино.

## Історія
Від 2009 року входить до складу муніципального утворення місто Княгинино.

## Населення
| 2002 | 2010 | 2011 | 2012 | 2013 | 2014 | 2016 |
| ---- | ---- | ---- | ---- | ---- | ---- | ---- |
| 253  | ↗256 | ↘255 | ↗269 | ↘266 | ↘262 | ↗274 |
| 2017 |      |      |      |      |      |      |
| ↘273 |      |      |      |      |      |      |